# Teluk Lancang (Sungai Mandau)
Teluk Lancang is een bestuurslaag in het regentschap Siak van de provincie Riau, Indonesië. Teluk Lancang telt 114 inwoners (volkstelling 2010).